# Ałatau (stacja metra)
Ałatau (kaz. Алатау) – stacja metra w Ałmaty w Kazachstanie. 
Jest to jedna z siedmiu stacji na czerwonej linii. Otwarcie stacji nastąpiło 1 grudnia 2011.